# Contea di Cherokee (Carolina del Sud)
La contea di Cherokee (in inglese Cherokee County) è una contea dello Stato della Carolina del Sud, negli Stati Uniti. La popolazione al censimento del 2000 era di 52 537 abitanti. Il capoluogo di contea è Gaffney.

## Geografia fisica
L'U.S. Center Bureau certifica che l'estensione della contea è di 1028,23 km², di cui 1016 km² composti da terra e i rimanenti 12 km² composti di acqua.
La contea si trova nel nord-ovest dello Stato, al confine con la Carolina del Nord. Il fiume Pacolet forma il confine sud, mentre il fiume Broad quello sud-est. Il territorio è prevalentemente collinare.

### Contee confinanti
- Contea di Cleveland (Carolina del Nord) - nord
- Contea di York - est
- Contea di Union - sud
- Contea di Spartanburg - ovest
- Contea di Rutherford (Carolina del Nord) - nord-ovest

## Strade principali
- Interstate 85
- U.S. Highway 29
- U.S. Highway 221
- State Route 5
- State Route 11
- State Route 18
- State Route 55
- State Route 105
- State Route 110
- State Route 150
- State Route 198
- State Route 211
- State Route 216
- State Route 329

## Storia
La contea fu costituita nel 1897 da parti delle contee di York, Union e Spartanburg. Il nome deriva dai nativi americani Cherokee che vivevano nell'area. All'interno della contea si trovano il  Cowpens National Battlefield e parte del Parco militare nazionale Kings Mountain, punti decisivi per la vittoria delle colonie nella guerra di indipendenza americana.

## Comuni

### Cities
- Chesnee
- Gaffney (capoluogo)

### Towns
- Blacksburg
- Smyrna

### Census-designated places
- Cherokee Falls
- East Gaffney